# Erik Wemple
Erik Wemple (* 18. August 1964 in Schenectady)  ist ein US-amerikanischer Journalist und Medienkritiker. Er schreibt u. a. für die Washington Post. Schwerpunkt seiner Arbeit ist die kritische Berichterstattung über Form und Inhalte der US-Nachrichtensender.

## Leben
Erik Wemple wuchs in Niskayuna, New York auf, besuchte das Hamilton College und erlangte den BA in Governance sowie einen Master in Foreign Studies an der Georgetown University.
Wemple berichtete zunächst als politischer Journalist über die US-Exportkontrollen, wobei sein Schwerpunkt auf der Arbeit des Handelsministeriums lag. Später arbeitete er für das alternative Stadtmagazin Washington City Paper. Er war Korrespondent für das Internetmedium Inside.com. Nach acht Jahren als Herausgeber von City Paper und einem weiteren Jahr als Herausgeber von TBD.com begann er, für die Washington Post zu schreiben. Hier berichtet und kommentiert er die Medienentwicklung in den USA mit einem Schwerpunkt auf die Meinungsstarken Nachrichtensender und -sendungen.